# Біликовські Виселки
Бі́ликовські Ви́селки (рос. Беликовские Выселки, ерз. Беликовские Выселки) — присілок у складі Краснослободського району Мордовії, Росія. Входить до складу Куликовського сільського поселення.
Населення — 2 особи (2010; 5 у 2002).
Національний склад (станом на 2002 рік):
- росіяни — 100 %